# Everybody (песня Мадонны)
«Everybody» — песня американской певицы Мадонны из её первого альбома. Она была выпущена 6 октября 1982 года лейблом Sire Records в качестве дебютного сингла, демоверсию которого Мадонна записала со Стивеном Бреем. Певица убедила диджея Марка Каминса, который играл в клубе где она часто бывала, воспроизвести её песню. Каминс был впечатлён композицией и привёл Мадонну на лейбл Sire Records, с которым она подписала контракт на две песни. Однако после того как композиции были записаны, исполнительный продюсер Sire Records Майкл Розенблатт не был впечатлён второй из них и решил выпустить только «Everybody».
Поскольку в музыке чувствуются ритмы R&B и на обложке сингла не представлено изображение певицы, создалось впечатление, что Мадонна темнокожий исполнитель. Однако это ошибочное представление было развеяно, когда Мадонна убедила руководителей Sire Records разрешить ей снять видеоклип. В низкобюджетном клипе, снятом Эдом Штейнбергом, Мадонна и её друзья поют и танцуют в клубе. Это видео помогло песне и самой Мадонне продвинуться вперёд как артисту.
Композиция не получила каких-либо похвал критиков, а также не попала в крупный чарт Billboard Hot 100, однако вошла в список танцевального чарта. Благодаря песне Мадонна сделала свою первую фотографию в танцевальном журнале и получила номинацию на премию за самый большой объём продаж. Мадонна исполняла песню на многих живых выступлениях: впервые во время шоу The Virgin Tour, затем в качестве финальной песни в мировом турне The Girlie Show World Tour, и в последний раз во время тура The MDNA Tour. В 1987 году композиция была включена в первый альбом ремиксов Мадонны You Can Dance, а в 2009 году в делюкс-издание альбома Celebration.

## История создания и запись
В 1980 году 22-летняя Мадонна жила в Нью-Йорке и пыталась построить свою музыкальную карьеру. Она и её друзья братья Гилрой основали свою группу Breakfast Club. Впоследствии группа меняла своё название, распадалась и снова организовывалась. В обновлённый состав группы уже под названием Emmy, в частности, входил бывший парень Мадонны из Детройта барабанщик Стивен Брей.
В марте 1981 года Мадонна познакомилась с агентом студии звукозаписи Gotham Records Камиллой Барбон и подписала с ней контракт. Однако из-за музыкальных разногласий и неоправданных ожиданий Мадонны контракт был разорван, и весной 1982 года молодая певица вместе с барабанщиком Бреем покинули группу. Оставшись без менеджера певице пришлось самой продвигать себя.
Мадонна и Брей записали демокассету на которой были четыре песни, из которых первые две написала сама певица: «Everybody», «Burning Up», «Ain’t No Big Deal» и «Stay». Оставалось лишь найти способ, чтобы эти записи услышала общественность.
В то время Мадонна часто ходила танцевать в модный нью-йоркский ночной клуб Danceteria, где ей удалось вручить кассету со своими записями местному диджею Марку Каминсу. На вечеринке Каминс включил «Everybody» и реакция публики была потрясающей. Помимо того, что Каминс был диджеем, он параллельно работал на компанию Island Records, владельцем которой был Крис Блэквелл. Каминс решил попытаться подписать для Мадонны контракт, понимая, что в случае успеха сможет стать продюсером сингла, кем он всегда мечтал быть. Он отнёс демокассету Блеквеллу, который после её прослушивания даже назначил Мадонне встречу, однако певица его так и не заинтересовала. Отказ Блеквелла стал причиной обращения за помощью в компанию Sire Records.
Майкл Розенблатт, работавший в отделе Sire Records по поиску талантов, говорил:

Мадонна великолепна. Она сделает всё, чтобы стать звездой, и это именно то, что я ищу в артисте — абсолютное сотрудничество… С Мадонной я знал, что у меня есть кто-то востребованный и готовый к совместной работе, поэтому я планировал строить её карьеру с синглов, вместо того, чтобы сразу выпускать альбом, рискуя провалиться.
Оригинальный текст (англ.)Madonna is great. She will do anything to be a star, and that’s exactly what I look for in an artist: total co-operation… With Madonna, I knew I had someone hot and co-operative, so I planned to build her career with singles, rather than just put an album out right away and run the risk of disaster.
— Рикки Руксби. Madonna: The Complete Guide to Her Music
Розенблатт предложил Мадонне 5000 долларов авансом плюс по 1000 долларов за каждую написанную песню. Певица заключила контракт на два 12-дюймовых сингла с президентом Sire Records Сеймуром Стейном, который пришёл в восторг, прослушав только «Everybody»; сделка состоялась прямо в больнице, где Стейн поправлялся после операции на сердце. Стивен Брей хотел быть продюсером песен, так как именно он записал демокассету. В свою очередь Каминс также настаивал на этой должности, так как благодаря ему Мадонна подписала контракт. Певице пришлось делать нелёгкий выбор, так как оба были её любовниками, но в конце концов Марк Каминс одержал победу.
Летом 1982 года «Everybody» и «Ain’t No Big Deal» были спродюсированы Каминсом в нью-йоркской студии Боба Бланка Blank Tapes Studio. Мадонна и Каминс вынуждены были делать запись за собственный счёт. Артур Бейкер, друг Каминса, ознакомил его с работой музыкального продюсера и предоставил студию с музыкантом Фредом Зарром, который мастерски играл в треке на клавишных. В конечном счёте, играя свои партии в каждом треке, Зарр стал одним из основных музыкантов, участвовавших при записи альбома. Из-за урезанного бюджета процесс записи был очень тяжёлым как для Мадонны, которая не соглашалась с требованиями Каминса, так и для Каминса, который впервые столкнуться с проблемами продюсирования. Поэтому песня «Ain’t No Big Deal» на стороне «A» не была столь успешна, как этого все ожидали.
Розенблатт хотел выпустить «Ain’t No Big Deal» совместно с «Everybody» на обороте, но после прослушивания первой песни решил, что она не подойдёт и разместил «Everybody» на обеих сторонах виниловой пластинки. Запись длилась 5:56 минут с одной стороны и даб-версия 9:23 минут на обороте.

## Выпуск и композиция
Коммерческая версия первого сингла Мадонны «Everybody» была выпущена 6 октября 1982 года.
На обложке сингла, разработанной студией Lou Beach, изображена улица Нью-Йорка в хип-хоп стиле.
К тому времени, когда сингл был выпущен, из-за неоднозначной обложки и присутствующих в песне R&B ритмов, было широко распространено мнение, что Мадонна была негритянкой.
Согласно заявлению Мэттью Линдсей из журнала The Quietus, то что Мадонна не была изображена на обложке — это ирония того, что певица станет «лицом 80-х».
«Everybody» начинается преимущественно с игры на синтезаторе и вступительной речи Мадонны, во время которой она делает глубокие вздохи.
В песне Мадонна демонстрирует свой звонкий и заурядный для поп-музыки голос, который был двукратно записан и сведён в один трек.
Композиция написана в ключе ля минор.
Мелодия начинается в ключе G и повышается до второй ступени звукового ряда на слоге «bo» в «everybody», таким образом выделяя рефрен, который выполнен в последовательности аккордов G-A-B-A.
В «Everybody» чувствуется влияние ритмов R&B.
Sire Records продавала танцевальную песню, которая по своей природе похожа на музыку для темнокожей аудитории, поэтому Мадонна раскручивалась как афроамериканский артист, тем самым вписывая «Everybody» в формат радиоэфира, где сингл мог попасть в чарты.
В Нью-Йорке песня воспроизводилась на радио 92 KTU, аудиторией которого были афроамериканцы.
Вместо изображения певицы Sire Records поместила на обложку сингла коллаж нижнего Манхэттена в хип-хоп стиле, тем самым сохранив мнение, что Мадонна была афроамериканкой.

## Восприятие

### Отзывы критиков
Я жила на Верхнем Вест-Сайде, на пересечении 99-й и Риверсайд и около 7-ми часов вечера я слушала радио у себя в спальне на волне WKTU, и тут я услышала «Everybody».
Я воскликнула: «Боже мой, это же я пою из этого ящика!».
Это было потрясающее чувство.
Рикки Руксби, автор книги Madonna: The Complete Guide to Her Music отметил, что песня закрывает альбом Madonna на фальшивой ноте.
Он назвал музыку неестественной, скучной и невдохновляющей.
Дон Шеви из Rolling Stone комментировал: «Поначалу кажется, что в „Everybody“ нет ничего необычного.
Затем замечаешь её главную особенность — тонкий, отрывистый вокал, на который певица переходит снова и снова, пока это не начинает чертовски раздражать слушателя.
Наконец, вас это начинает цеплять, и вы ждёте, когда она снова запоёт этим писклявым голоском».
Джон Рэнди Тараборрелли, автор биографии о Мадонне, отметил что песня была ритмичной и призывала веселиться.
Автор книги Madonna’s Drowned Worlds Сантьяго Фуз-Эрнандес похвалил припев песни, а также заметил что «Everybody» и «Music» являются двумя синглами Мадонны, где определяется её художественное кредо, которое состоит в том, что в музыке заключена сила, способная смывать границы, разделяющие людей по расовому, половому и сексуальному признаку.
Мэттью Линдсей из журнала The Quietus высоко оценил песню, назвав её «впечатляющей» и перед которой «трудно устоять».
Линдсей добавил, что «благодаря её произношению отрывков слов с придыханием и заманиванием потанцевать дебютный сингл Мадонны был эталоном, к которому она возвращалась на протяжении всей своей карьеры».
В 2012 году Луи Виртел из The Backlot разместил «Everybody» в своём списке «100 величайших песен Мадонны» под номером 2, и прокомментировал, что эта песня является примером несомненного таланта Мадонны.
Виртел уточнил, что через песню Мадонна показывает, что она «командир, Барышников поп-наглости, и законная императрица диско».

### Коммерческий успех
12-дюймовый сингл «Everybody» не попал в американский чарт Billboard Hot 100.
Он занял седьмую строчку в чарте Billboard Bubbling Under Hot 100 Singles 25 декабря 1982 года.
Также песня достаточно быстро поднялась в танцевальных чартах и была первым синглом Мадонны, который достиг третьей строчки в чарте Hot Dance Club Songs.
Одной из первых радиостанций, воспроизводивших «Everybody», была WKTU.
11 декабря 1982 года, публикуя в номере журнала Billboard хит-парад недели от 30 ноября 1982 года, станция объявила сингл «новым прибавлением в списке лучших песен».
C тех пор как сингл был выпущен, продано примерно 250 000 копий.
Благодаря песне Мадонна сделала свою первую фотографию для обложки декабрьского выпуска журнала Dance Music Report, в котором Мадонна и группа Jekyll and Hyde были номинированы на премию за самый большой объём продаж, согласно опросу читателей.

## Музыкальное видео

Мадонна в видеоклипе «Everybody». Видео помогло развеять слухи о том, что она была афроамериканской певицей.

Во время продвижения «Everybody» Sire Records намеренно создал у слушателей впечатление, что Мадонна была афроамериканской певицей.
Однако это ошибочное представление было развеяно выпуском музыкального видео.
Относительно важности съёмок видеоклипа Мадонна сказала: «Если бы у меня не было видео, не думаю, что каждый ребёнок на среднем западе знал бы обо мне.
Видео заменяет нам туризм.
Его смотрят все и везде, что имеет непосредственное отношение к успеху моего альбома».
Она пригласила руководителей Sire Records, в том числе Стейна и Розенблатта в нью-йоркский ночной клуб Danceteria.
На танцполе Мадонна исполнила «Everybody» в цилиндре и фраке.
На ночном выступлении друг Мадонны Хэоуи Монтаг представил певицу аудитории в 300 человек и, после того как они поприветствовали Мадонну, она и её танцоры исполнили поставленные танцы, позже охарактеризованные как «действо в стиле диско, сопровождаемое авангардными танцами».
Видя выступление, представители Sire Records поняли, что Мадонна производит сногсшибательное впечатление.
Они распорядились, чтобы видеоклип на песню «Everybody» был разослан во все клубы страны, в которых демонстрируются танцевальные видео.
Розенблатт связался с управляющим видеокомпании Rock America Эдом Штейнбергом и попросил его уделить несколько часов, чтобы записать музыкальное видео на песню «Everybody», во время следующего живого выступления Мадонны в клубе Danceteria.
Идея заключалась в том, чтобы воспроизводить видео в клубах США в качестве рекламы, чтобы люди приходили посмотреть на Мадонну и её выступление.
Розенблатт предложил Штейнбергу за съёмку видеоклипа 1000 долларов, в то же время такие артисты как Duran Duran и Майкл Джексон тратили на свои видео шестизначные суммы.
В конечном счёте, договорившись о сумме в 1500 долларов, Штейнберг стал продюсером низкобюджетного видео.
Штейнберг предложил снять клип в гей-клубе Paradise Garage, вместо съёмок живого выступления в Danceteria.
Подруга Мадонны Деби Мейзар, которая делала макияж, пригласила танцоров для заднего плана Эрику Белл и Багза Рилайза, а также привела нескольких своих друзей в качестве танцующей толпы, в том числе афроамериканского граффити-художника Майкла Стюарта.
Штейнберг был впечатлён профессионализмом Мадонны и помог разослать копии ленты во все ночные клубы Америки, где для развлечения публики демонстрировались музыкальные видеоклипы.
Такая акция помогла превратить песню из нью-йоркского танцевального шлягера в общенародный хит.
Видео начинается с того, как Мадонна и два танцора позади неё танцуют в клубе на фоне мигающих лампочек.
Следующие кадры показывают танцующую Мадонну крупным планом, одетую в пальто и бижутерию.
Дуглас Келлнер, автор книги Media Culture: Cultural Studies, Identity, and Politics Between the Modern and the Postmodern, отметил, что уже с первого видео Мадонна была законодателем моды, сексуальности и создавала индивидуальный образ, чтобы представить себя и как соблазнительный сексуальный объект и как нарушителя установленных норм.
Фэб Файв Фредди вспоминал, что благодаря видео Мадонна «привлекала тех, кто был больше знаком с уличной жизнью, людей более сообразительных, с изюминкой».

## Живое исполнение
Для продвижения сингла Мадонна и её танцоры выступали с «Everybody» в бродячем ревю кабаре Хэоуи Монтага «No Entiendes».
Затем Мадонна исполнила «Everybody» во время своего тура The Virgin Tour в 1985 году и в финале тура The Girlie Show World Tour в 1993 году.
Во время The Virgin Tour Мадонна была одета в синий прозрачный топик, через который было видно её чёрный бюстгалтер, фиолетовую юбку, кружевные легинсы и яркий жакет с рисунком.
Также она носила распятие в волосах, на ушах и на шее.
Когда Мадонна закончила исполнять «Into the Groove», она взяла микрофон и стала петь «Everybody», танцуя на сцене.
Выступление было включено в видео-альбом для домашнего просмотра Madonna Live: The Virgin Tour.
Мадонна исполнила строчку «Dance and sing, get up and do your thing» из «Everybody», в песне «Express Yourself», открывающей концерт в туре Blond Ambition World Tour.
Во время тура The Girlie Show World Tour «Everybody» исполнялась как заключительная песня.
Мадонна была одета в бледные шорты и простую жёлто-зелёную рубашку с V-образным вырезом, которую она подвязала под бюстгалтером, оголяя тем самым живот.
Исполнение «Everybody» началось после «Justify My Love».
Начало содержало припев из песни «Everybody Is a Star» группы Sly & the Family Stone.
По мере проигрывания композиции были включены также музыкальные выдержки из «Dance to the Music», «After the Dance» и «It Takes Two».
Джон Парелес из The New York Times похвалил выступление, сказав: «окончание шоу совершенно цельное: труппа в джинсах и белых майках приглашает зрителей танцевать под „Everybody“.
Это просто отличное времяпрепровождение с песнями и танцами, а вовсе не провокация».
30 апреля 2006 года Мадонна исполнила песню на фестивале музыки и искусств в долине Коачелла в поддержку 10-го студийного альбома Confessions on a Dance Floor.
Она была одета в майку на лямках и высокие сапоги, с серебряной блестящей полоской вокруг шеи.
Также песня была исполнена в лондонском клубе Koko
.
На Мадонне был ансамбль из фиолетовой одежды: жакет, вельветовые бриджи и сапоги до колена.
Прежде чем выступить с «Everybody», она сказала: «Сейчас я чувствую себя не в форме, но я не люблю сбавлять обороты и поэтому исполню ещё одну песню».
Во время тура Sticky & Sweet Tour Мадонна предлагала зрителям выбрать одну песню, которую они хотели бы услышать, так 22 ноября 2008 года на концерте в Атлантик-Сити на стадионе Boardwalk Hall по запросу зрителей Мадонна исполнила «Everybody».
6 октября 2012 года в рамках тура The MDNA Tour Мадонна исполнила «Everybody» на концерте в Сан-Хосе в честь 30-летнего юбилея сингла.
Она сказала: «Сегодня для меня особенный день.
30 лет назад был впервые выпущен мой первый сингл.
Я помню то удивительное чувство, когда я впервые услышала песню на радио».
Айдин Вазири из San Francisco Chronicle прокомментировал: «Спустя 30 лет, простая веселящая синтипоп и наивная R&B мелодия до сих пор изумляет.
Это незапланированное выступление непреднамеренно стало кульминацией всего шоу».

## Список композиций
| №  | Название                   | Длительность |
| -- | -------------------------- | ------------ |
| 1. | «Everybody»                | 3:58         |
| 2. | «Everybody» (Instrumental) | 4:15         |

| №  | Название                  | Длительность |
| -- | ------------------------- | ------------ |
| 1. | «Everybody»               | 3:58         |
| 2. | «Everybody» (Dub Version) | 3:00         |

| №  | Название                  | Длительность |
| -- | ------------------------- | ------------ |
| 1. | «Everybody» (Remix Edit)  | 3:20         |
| 2. | «Everybody» (Dub Version) | 4:40         |

| №  | Название                  | Длительность |
| -- | ------------------------- | ------------ |
| 1. | «Everybody»               | 5:56         |
| 2. | «Everybody» (Dub Version) | 9:23         |

| №  | Название                  | Длительность |
| -- | ------------------------- | ------------ |
| 1. | «Everybody» (Remix)       | 6:17         |
| 2. | «Everybody» (Dub Version) | 5:57         |

| №  | Название                   | Длительность |
| -- | -------------------------- | ------------ |
| 1. | «Everybody»                | 6:00         |
| 2. | «Everybody» (Instrumental) | 6:17         |

| №  | Название                   | Длительность |
| -- | -------------------------- | ------------ |
| 1. | «Everybody» (Instrumental) | 5:56         |
| 2. | «Everybody» (Dub Version)  | 9:23         |

Примечания:
- Великобританские 7- и 12-дюймовые синглы включают ремикс-версию, записанную Расти Эганом[англ.] и Стивом Шортом в студии Trident Studios Reduction Suite, которая была выпущена только в Великобритании.
- Разные версии CD-сингла проигрывают вместо инструментальной версии «Everybody» либо альбомную, либо расширенную, длительностью 5:56.

## Участники записи
Состав участников взят из буклета к альбому:
- Мадонна — вокал, автор песни;
- Марк Каминс — продюсер;
- Буч Джонс[англ.] — синтезатор;
- Регги Лукас — гитары, драм программирование;
- Фред Зарр[англ.] — синтезатор, электропианино и акустическое пианино;
- Дин Гант — электропианино и акустическое пианино;
- Бобби Малах — саксофон;
- Эд Уолш — синтезатор;
- Гвен Гатри — бэк-вокал;
- Бренда Уайт — бэк-вокал;
- Крисси Фейт — бэк-вокал.

## Чарты
| Чарты (1982)                                 | Высшая позиция |
| -------------------------------------------- | -------------- |
| США Billboard Bubbling Under Hot 100 Singles | 7              |
| США Billboard Hot Dance Club Songs           | 3              |